# 岩切章太郎

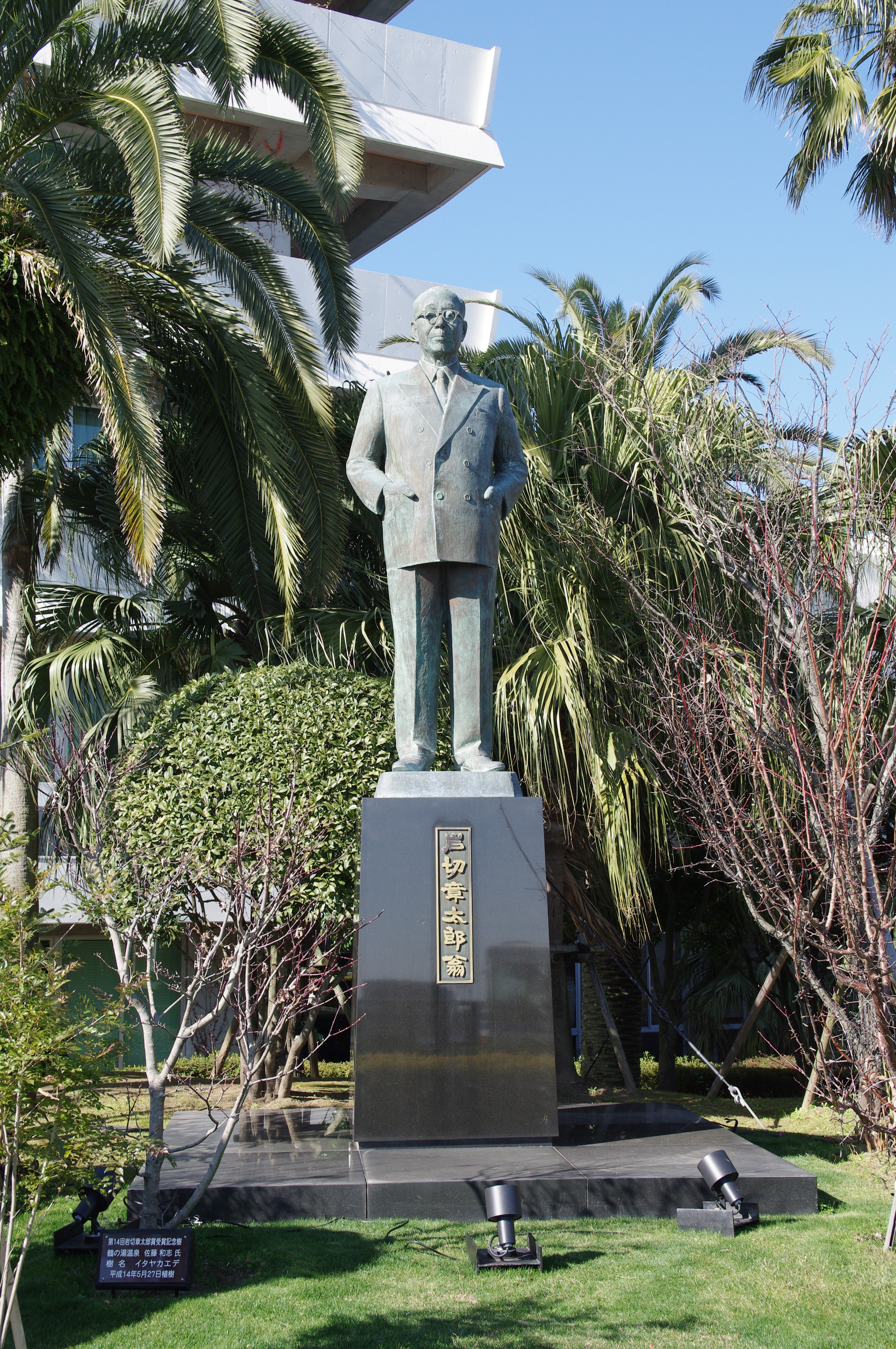
岩切章太郎翁 銅像

岩切 章太郎（いわきり しょうたろう、1893年5月8日 - 1985年7月16日）は、日本の実業家。宮崎交通グループの創業者。宮崎県宮崎市出身。

## 人物
宮崎を観光地として整備した立役者として「宮崎観光の父」と呼ばれる。日南海岸に現在宮崎の風物詩になっているフェニックスの植林を行い、こどもの国の開園、えびの高原の観光開発、橘公園の造園など「大地に絵を描く」という理念で大型の観光開発を行った。
住友時代の同期には、田路舜哉（住友商事会長）、土井正治（住友化学会長）などがいた。また大学の同窓生である岸信介元首相と懇意であり、佐藤栄作元首相に全日空の社長就任を要請されるなど中央政界にも太いパイプを持った人物だった。1988年より宮崎市は「岩切章太郎賞」を創設し顕彰している。

## 年譜
- 1893年 - 呉服商・岩切與平の長男として生まれる
- 宮崎中学校（現宮崎県立宮崎大宮高等学校）を首席で卒業し、第一高等学校に進む
- 1917年 - 東京帝国大学政治学科入学
- 1920年 - 住友総本店に入社
- 1924年 - 住友総本店を退社し、宮崎に帰郷
- 1926年 - 宮崎交通の前身である宮崎市街自動車を設立
- 1938年 - 宮崎商工会議所会頭・宮崎県商工連合会会長に就任
- 1947年 - 日向観光協会（現みやざき観光コンベンション協会）会長に就任
- 1952年 - 宮崎経済同友会代表幹事に就任
- 1962年 - 宮崎交通社長を長男の省一郎に禅譲し、取締役会長に就任
- 1972年 - 宮崎交通株式会社取締役相談役に就任
- 1974年 - 日本観光協会常任顧問に就任
- 1985年 - 死去

## 主な著作
- 『無尽灯』（講談社、1962年・鉱脈社、1992年）
- 『続無尽灯』（講談社、1972年）
- 『続続無尽灯 一木一草』（講談社、1980年）
- 『自然の美人工の美人情の美 岩切章太郎講演集』（鉱脈社、1990年）
- 『私の履歴書―昭和の経営者群像（3）』（日本経済新聞社、1992年）
- 『心配するな工夫せよ―岩切章太郎翁半生を語る』（鉱脈社、2004年）

## 関連著作
- 宮崎放送編『わたしの岩切さん 85人の108のエピソードでつづる人間・岩切章太郎』（鉱脈社、1988年）

## 関連
- 私の履歴書
- 宮崎放送
- 木津無庵 - 師事
- ブーケンビリア - 岩切の名を関した品種がある[1]